# Raymond Ditmars

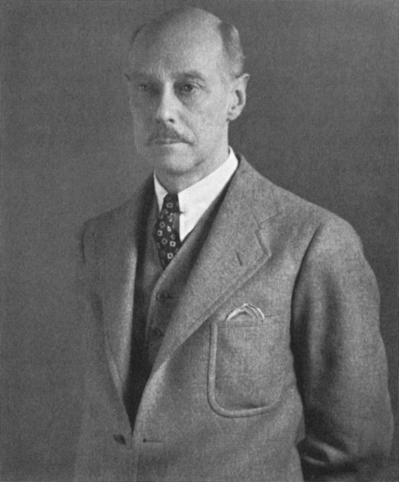
Raymond Ditmars.

Raymond Lee Ditmars (22 de junio de 1876, Newark, Nueva Jersey – 12 de mayo de 1942 Nueva York) fue un herpetólogo, ilustrador, escritor y director de cine estadounidense.
Ditmars estaba muy interesado en los animales, principalmente reptiles, y obtuvo sus primeras serpientes a la edad de doce años. Fue un estudiante mediocre, y prefirió las vacaciones que le dieron la oportunidad de buscar nuevos ejemplares de animales o de estudiarlos en su casa.
El Departamento de Entomología del Museo Americano de Historia Natural contrató a Ditmars como ilustrador en 1893. Renunció en 1897 para aceptar un trabajo mejor remunerado como taquígrafo. En julio de 1898, comenzó a trabajar como reportero para el New York Times. Uno de sus primeros artículos lo llevó a descubrir la recién fundada New York Zoological Society (ahora Wildlife Conservation Society), que acababa de construir un parque zoológico en el Bronx. En julio de 1899 fue empleado como conservacionista adjunto a cargo de los reptiles del parque zoológico. Luego ofreció su propia colección al zoológico, donde sigue siendo parte de la colección permanente del museo de historia natural, y con ello comenzó una larga colaboración entre Ditmars y el Zoológico del Bronx.  Se desempeñó como conservador adjunto de 1905 a 1925; en 1926 fue puesto a cargo de los mamíferos  y en 1940 de los insectos y luego se desempeñó como conservador honorario de 1940 a 1942. Con su desempeño contribuyó a elevar el Zoológico del Bronx al estatus de clase mundial.
Ditmars también contribuyó al establecimiento de centros antisuero, tanto en Estados Unidos como Brasil.

## Libros
Ditmars publicó varios libros sobre zoología, su propia vida, y sus viajes. The Reptile Book fue publicado en 1907 y tuvo mucho éxito; fue reeditado y ampliado varias veces. Contribuyó a popularizar el interés público en los reptiles con publicaciones como Reptiles of the World en 1910 (editatdo y ampliado en 1933), Snakes of the World en 1931, Reptiles of North America en 1936 y Field Book of North American Snakes en 1939. Muchos herpetólogos afirmaron que se enamoraron de los reptiles en parte por la lectura de los libros de Ditmars.
Sus otros libros también fueron un éxito: Strange Animals I Have Known en 1931, y tres autobiografías, Confessions of a Scientist (1934), The Making of a Scientist (1937) y Thrills of a Naturalist's Quest (1939).

## Películas
Ditmars dirigió y produjo al menos 84 documentales mudos sobre la de naturaleza, incluyendo:
- Life in Our Ponds (1912, Pathé Frères)
- Hidden Life in Sea Weed (1913, Pathé Frères)
- The Snowy Egret and Its Extermination (1913, Pathé Frères)
- The Fish with a Storage Battery in Its Brain (1913)
- The Deadliest of Nature's Celebrities (1914, Pathé Frères)
- Housekeeping at the Zoo (1910 - 1922, un documental del Parque Zoológico de Nueva York)
- Insects That Mimic (1914, Pathé Frères (Francia))
- Amphibian Oddities (1916, Power Picture Plays)
- The Smaller Monkeys (1917)
- Evolution (1918, Educational Films Corporation of America)
- Biography of a Stag (1918, Educational Films, USA, documental de un zoológico sobre el crecimiento de la cornamenta de un ciervo)
- The Polar Bear (1919)
- The Four Seasons (1921, con Charles Urban?, Kineto Film Company of America, un documental lírico de los cambios estacionales en el mundo natural))